# وحدة تحكم الجسم (سيارة)
في الكترونيات المركبات وحدة تحكم الجسم (بالإنجليزية: Body Control Module وتختصر: BCM) هو مصطلح عام لوحدة التحكم الالكترونية(ECU) مسؤول عن التحكم في قطع عديدة في جسم المركبة مثل:
- فتح وإغلاق النوافذ
- التحكم بالمرآة
- تكييف الهواء
- نظام منع الحركة(immobilizer)
- نظام الاغلاق المركزي(central locking)